# Secondhand Lions
Secondhand Lions (Dos viejos cascarrabias o Leones de segunda mano en Hispanoamérica, El secreto de los McCann en España) es una película estadounidense de 2003 escrita y dirigida por Tim McCanlies. 

## Argumento
La historia comienza con un par de ancianos de noventa años pilotando de forma alocada un viejo biplano de la primera guerra por los campos de Texas. La escena cambia al estudio de Walter Caldwell (Josh Lucas), un caricaturista a quien se le informa por teléfono que debe ir urgentemente a la granja de sus tíos lo que lo hace recordar su infancia en 1962.
Diecisiete años atrás Walter (Haley Joel Osment), de 12 años, es dejado por su inmadura madre, Mae (Kyra Sedgwick), para vivir durante el verano con sus tíos abuelos solteros, Hub (Robert Duvall) y Garth McCann (Michael Caine). Mae ha llevado una vida irresponsable, llena de relaciones con hombres deshonestos a quienes idealiza y obedece ciegamente, pero ahora, buscando un cambio de vida ha decidido asistir a una academia y estudiar para ser mecanógrafa de tribunales por lo que necesita que alguien cuide a su hijo, sin embargo pronto se hace evidente para Walter que la verdadera intención de su madre es usarlo para averiguar dónde esconden los McCann una supuesta fortuna en efectivo que ocultan de todos. Según algunos, en su juventud fueron mafiosos que robaron dinero sucio de Al Capone y huyeron. Según otros, eran asaltabancos y aunque hay muchas versiones, todas coinciden en que tuvieron un pasado turbio y su estilo de vida apartado es una forma de esconderse.
Hub y Garth son un par de ancianos gruñones que viven en una destartalada granja tejana en medio de la nada, detestan a todo el mundo y odian a las visitas, especialmente de parientes, ya que tienen claro que sólo se trata del interés de que los nombren sus herederos. Aunque no están de acuerdo, no pueden evitar que Mae deje con ellos a Walter y se marche, por lo que alojan al muchacho en una habitación abandonada del ático donde descubre un misterioso baúl con llave. Por la noche, el chico nota que Hub pasea sonámbulo por la propiedad enfrentando enemigos imaginarios hasta el amanecer sin recordar nada al despertar. Tras encontrar la llave del baúl, Walter ve en su interior recuerdos de la juventud de sus tíos que muestran que viajaron por todo el mundo, pero lo que llama su atención es un retrato de una hermosa muchacha.
Walter descubre que el mito sobre la fortuna oculta de sus tíos es tan conocido que todos los días llegan docenas de vendedores ambulantes intentando convencerlos de comprar sus productos, por lo que se ha vuelto el amado pasatiempo de sus tíos dispararles con sus escopetas para ahuyentarlos. Pronto el muchacho conoce a Ralph (Michael O'Neill), Hellen (Deirdre O'Connell) y sus desagradables hijos, parientes que lo ven como un obstáculo a sus planes ya que visitan constantemente a los hermanos McCann en un intento de simpatizarles y volverse sus herederos.
Tras intentar huir Walter descubre, al llamar a la academia, que su madre nuevamente le mintió y jamás se inscribió en el curso. Hub y Garth, comprendiendo que Walter realmente no es un cazafortunas, deciden proponerle que continúe viviendo con ellos fingiendo ser su pariente consentido para así desalentar a los interesados que los incordian; esto mejora notablemente su relación con los ancianos, especialmente con Garth, quien comienza a narrarle cada noche, mientras Hub pasea dormido, la historia de su juventud.
Al final de su adolescencia, Hub (Christian Kane), quien tenía alma de aventurero, convenció a Garth (Kevin Haberer), el más prudente de los dos, que salieran de aventuras enrolándose en la Legión extranjera; tras terminar su servicio, llegaron a África donde se hicieron de una reputación como jóvenes aventureros temerarios y encantadores. Allí Hub se enamoró a primera vista de una princesa árabe llamada Jasmine (Emmanuelle Vaugier), la chica del retrato, e iniciaron una relación a pesar de que estaba comprometida con un poderoso jeque (Adam Ozturk) que acabó volviéndose enemigo mortal de ambos hermanos y poniendo un exorbitante precio por sus cabezas.
Una tarde un vendedor (Adrian Pasdar), que previamente había intentado acercarse, aparece nuevamente y a pesar de los disparos en su contra logra explicarles que se había propuesto como meta encontrar algo que les interesara comprar y les muestra que ha llevado un lanzador para tiro al plato, artefacto que encanta a los hermanos y pronto se entusiasman comprando diversas cosas muy extravagantes y caras, lo que hace sospechar a Walter que el rumor de la fortuna tiene alguna base.
Gracias a sus compras Garth puede llevar a cabo el pasatiempo que siempre ha querido y comprando semillas inicia un huerto, aunque todas las plantas acaban siendo maíz. Hub por su parte compra un viejo biplano desarmado poniéndose como meta ensamblarlo y volar en él; tras esto compran una leona a un circo para cumplir su sueño de cazar y disecar a tal criatura; para su desgracia el animal esta viejo y enfermo por lo que Walter pide lo dejen cuidarla hasta que sane, lo que los ancianos aceptan en parte porque no consideran deportivo matarla así y en parte porque se sienten identificados con el animal, al que el chico bautiza Jasmine.
Un día, mientras compran alimento para la leona, Hub acaba en el hospital al querer demostrar que puede cargar más sacos que la gente joven. Mientras esperan el alta, Garth continúa su relato explicando cómo es que cada día debían pelear contra decenas de matones que intentaban asesinarlos para obtener la recompensa del jeque. Buscando acabar con el acoso, Garth se disfrazó de cazarrecompensas y "entregó" a Hub; una vez en el palacio, se apoderaron de la recompensa, liberaron a Jasmine, acabaron con sus sirvientes y advirtieron al jeque que la próxima vez lo matarían, esto sumado a que encontró petróleo que aumentó aún más su riqueza, hizo que el árabe perdiera el interés en su prometida y en los McCann, a quienes aun así se refería, según Garth, como "sus enemigos más honorables". Aunque este final explicaría supuestamente la inmensa fortuna de los hermanos, Walter se convence de que es solo una fantasía, razonando que, de ser verdad, Jasmine viviría con ellos. Mientras, Ralph y Helen visitan la granja y sus hijos por diversión destruyen la jaula de Jasmine ignorando que ella está dentro y que ha recuperado su salud.
Tras salir del hospital, el trío se detiene en una fuente de soda donde cuatro adolescentes buscapleitos inician una pelea con Hub, quien les da una paliza y posteriormente los lleva a la granja a que curen sus heridas. Allí encuentran a sus parientes aterrorizados porque está Jasmine suelta, tras buscarla, descubren que cree que Walter es su cría y se ha instalado en el maizal, ya que es lo más parecido a una jungla que ha conocido. Por petición del muchacho deciden adoptarla como su mascota, especialmente porque esto significa que Ralph y Helen evitarán ir a la granja. Tras esto Hub les da a los cuatro muchachos lo que llama "El discurso de lo que todo niño necesita saber...", una serie de consejos que da a los jóvenes al llegar a esa edad para hacerlos entender qué es importante en la vida.
Pronto Garth y Walter comprenden que la actitud de Hub (involucrarse en peleas, sobreexigirse, disparar a la gente, querer volar sin saber pilotar, etc.) es un comportamiento autodestructivo ya que tras envejecer ha perdido el amor por la vida y busca morir para acabar el suplicio. Una noche, mientras camina dormido, Walter se arma de valor y lo despierta para preguntar por Jasmine; Hub reconoce que la historia es verdad, pero después de casarse, ella y su hijo murieron durante el parto, por lo que él regresó a la Legión extranjera hasta que debió jubilarse, momento en que volvió a la granja donde Garth vivía desde que se habían separado y desde entonces está esperando morir. Walter, por culpa de las constantes mentiras de Mae, se muestra escéptico así que Hub decide darle por adelantado una parte del Discurso explicándole que la verdad real no es tan importante como la creencia en los ideales. Tras esto Walter presiona a Hub hasta hacerlo prometer que seguirá viviendo para darle el resto del discurso cuando sea lo suficientemente mayor, cosa que Hub acepta a regañadientes.
Una noche, Walter sigue en secreto a Garth hasta el granero donde descubre que tienen un compartimento oculto donde, literalmente, hay una gigantesca pila de dinero; comprendiendo que se trata del dinero del jeque y que la historia es real. Otra noche, llegan la madre de Walter y Stan (Nicky Katt) su actual novio, un supuesto "investigador privado". Mientras los tíos duermen, Stan y Mae exigen que Walter revele la ubicación de la fortuna de sus tíos, afirmando que en realidad los ancianos eran ladrones de bancos y Stan deseaba llevarse el dinero para que no fuesen juzgados. Cuando Stan se pone violento, Walter decide creer en sus tíos negándose a revelar el escondite del dinero y haciendo que Stan lo agreda. Jasmine, sintiendo a Walter en peligro, sale del maizal y ataca a Stan. Despertados por el alboroto, Hub y Garth descubren que la vieja leona logró proteger al niño pero murió por el esfuerzo que le significó salvar a su "cachorro".
Al día siguiente, tras sepultar a Jasmine en el maizal, Walter se va con su madre después de que los ancianos dejen en claro a Stan lo que piensan hacerle si vuelve a maltratar a Walter. Una vez en el camino, aunque se supone que había roto con Stan, Mae explica que se quedará con ellos para que ella lo cuide. Walter, comprendiendo que su madre continuará en su interminable ciclo vicioso, le pide que "haga algo que sea lo mejor para él por una vez" por lo que Mae le permite regresar a la granja. Mientras que Hub y Garth están encantados de verlo regresar, Walter insiste en que debe haber cambios: sus tíos deben involucrarse en su educación y vivir con cuidado, ya que él quiere que mueran de viejos.
De regreso en el presente Walter, quien es el autor de una famosa caricatura basada en su infancia junto a sus tíos y Jasmine, llega a la granja, allí el sheriff (Dennis Letts) le informa de la muerte de sus tíos durante un truco volador fallido con su biplano que los hizo estrellarse en el granero. Walter recibe la última voluntad de sus tíos, una carta que sólo dice: "El chico se queda con todo. Sólo sepúltennos en el maldito jardín, junto a la estúpida leona". Mientras conversan un helicóptero con el logotipo de Sahara Petroleum aterriza cerca de la granja y de él baja un magnate petrolero (Eric Balfour) con su hijo pequeño (Daniel Brooks), explicando estaba visitando el país y se enteró de la muerte de Hub y Garth en las noticias reconociendo sus nombres como los dos estadounidenses de las historias que le contaba su abuelo, "un jeque muy rico", en su infancia y que se refería a ellos como "sus enemigos más honorables". Cuando el pequeño hijo del magnate pregunta a Walter si sus tíos realmente vivieron, Walter confirma: "Sí, ellos realmente vivieron".

## Elenco
- Haley Joel Osment como Walter Caldwell.
- Robert Duvall como Hub McCann.
- Michael Caine como Garth McCann.
- Kyra Sedgwick como Mae Caldwell.
- Nicky Katt como Stan.
- Josh Lucas como Walter Caldwell (Adulto).
- Michael O'Neill como Ralph.
- Deirdre O'Connell como Helen.
- Emmanuelle Vaugier como Jasmine.
- Adam Ozturk como el Jeque.
- Christian Kane como el joven Hub.
- Kevin Haberer como el joven Garth.
- Eric Balfour como el magnate (nieto del jeque).
- Adrian Pasdar como el vendedor viajero.
- Jennifer Stone como la hija de Raph y Hellen (Martha).
- Mitchel Musso como el hijo mayor de Raph y Hellen.
- Marc Musso como el hijo menor de Raph y Hellen.
- Daniel Brooks como el hijo del magnate.

## Escenas eliminadas
- Cuando Mae dice a Walter que desea estudiar para ser mecanógrafa de tribunales el muchacho la imagina transcribiendo durante un juicio donde el juez, los abogados, el policía y el criminal intentan cortejarla. Mientras que a los tres primeros ella los mira con desprecio y sin interés, el último le parece atractivo y encantador. La escena, aunque caricaturizada, tenía como objetivo demostrar el tipo de carácter que tenía el personaje de Mae.

- Una mañana mientras se prepara para desayunar, Walter descubre a Garth escribiendo cartas a empresas comerciales pidiendo que envíen vendedores a ofrecerles sus productos, según confiesa él es quien se encarga que los vendedores los acosen ya que sabe que dispararales es una de las pocas cosas que entusiasman a Hub.

- Después que la huerta de Garth resultara tener solo maíz, los ancianos y el niño acaban cosechando cientos de mazorcas más de las que pueden comer o almacenar, por lo que al terminarse los discos de arcilla deciden arrojarlas con el lanzador en su lugar para hacerles puntería.

### Final alternativo
Una vez que Mae deja a su hijo quedarse a vivir en la granja, la historia vuelve al presente. Walter se encuentra frente a la tumba de sus tíos y se entera de que le han hecho heredero universal. En ese momento llegan cuatro hombres de aspecto adinerado y elegante a presentar sus respetos, estos resultan ser los muchachos que pelearon con Hub, quienes reconocen que gracias a él y sus consejos se volvieron personas honestas y trabajadoras que le deben todo lo que han logrado en la vida.
En ese momento un enorme tráiler con escolta se estaciona frente a sus tumbas, de su interior, acondicionado como una mansión móvil, baja junto a su séquito el jeque, que ahora es un anciano en silla de ruedas y respirador. Éste ha venido al enterarse de la muerte de los hermanos McCann, mostrándose aun molesto y rencoroso con ellos, pero también dando a entender lo mucho que lamenta que hayan fallecido antes que él.

## Recepción

### Taquilla
La película recaudó $ 17,235,890 en su fin de semana de apertura, debutando en el segundo lugar, y terminó con $ 51,768,334 a nivel nacional y $ 25,345,567 fuera de los Estados Unidos para un total bruto de $ 76.2 millones contra un presupuesto de $ 30 millones.

### Crítica
Secondhand Lions recibió críticas mixtas. Actualmente posee una calificación del "Rotten Tomatoes" de 59% según 133 críticos, con un consenso que la describe como "una película sana pero de mala calidad". 
Roger Ebert le dio a la película una crítica positiva de tres estrellas de un máximo de cuatro, diciendo que "la película, escrita y dirigida por Tim McCanlies, es una película amable, dulce y atenta sobre un niño que aprende a creer de sus dos tíos. ¿Un drama clásico? Tal vez no, pero una película familiar que te hará sentir bien y que recordarás, incluso si la trama es básica y la película es aburrida".
Kenneth Turan escribió en el Los Angeles Times el 19 de septiembre de 2003, que la película fue una de esas películas que los espectadores quieren ver más a menudo de lo que es posible. El elenco es "excelente".

## Premios y nominaciones
| Año  | Premio                          | Categoría                                                                  | Candidato                | Resultado |
| ---- | ------------------------------- | -------------------------------------------------------------------------- | ------------------------ | --------- |
| 2004 | AARP Movies for Grownups Awards | Mejor Film Intergenerational                                               | Secondhand Lions         | Ganador   |
| 2004 | AARP Movies for Grownups Awards | Mejor interpretación                                                       | Michael Caine            | Nominado  |
| 2004 | Golden Trailer Awards           | Mejor película animada/familiar                                            | Secondhand Lions         | Nominado  |
| 2004 | PFCS                            | Mejor película familiar de imagen real                                     | Secondhand Lions         | Nominado  |
| 2004 | Young Artist Awards             | Mejor interpretación protagónica joven en un largometraje                  | Haley Joel Osment        | Nominado  |
| 2004 | Young Artist Awards             | Mejor interpretación de un actor de diez años o menos en un largometraje   | Marc Musso Mitchel Musso | Nominado  |
| 2004 | Young Artist Awards             | Mejor interpretación de una actriz de diez años o menos en un largometraje | Jennifer Stone           | Nominado  |

## Banda sonora
La banda sonora fue compuesta por Patrick Doyle y la Orquesta Sinfónica de la Radio Eslovaca:
- A Lot of Livin' To Do (interpretado por Sammy Davis Jr.);
- Let Me In (interpretado por The Sensations);
- Big Balls in Cowtown (cantado por Don Walser);
- Rolling Stone From Texas (interpretado por Don Walser);
- Texas Playboy Rag (cantado por Pine Valley Cosmonauts);
- Red Skin Gal (interpretado por Don Walser);
- Help Me (cantado por Sonny Boy Williamson).

## Créditos de cierre
Berkeley Breathed produjo los dibujos animados para los créditos finales de la película, que incluyó una tira llamada "Walter y Jasmine". Los paneles que dibujó para la película aparecen en Opus: 25 Years of His Sunday Best, a los que Breathed denomina "el cómic que nunca sucedió".